# Tomáš Švéda
Tomáš Švéda (* 12. prosince 1947 Praha) je grafik a malíř, zakládající člen Volného seskupení 12/15 Pozdě, ale přece.

## Život
Po absolvování Střední odborné školy výtvarné v Praze (1963-1967) studoval v letech 1967-1973 na Akademii výtvarných umění v Praze v ateliéru prof. Aloise Fišárka. Již na střední škole a později na Akademii vzniklo Švédovo generační přátelství s V. Novákem, V. Bláhou, M. Rittsteinem, které se pak koncem 80 let stalo jádrem Volného seskupení 12/15 Pozdě, ale přece. Roku 1968 cestoval do Norska a následujícího roku navštívil Německo, Nizozemí a Belgii. V letech 1970-1971 přešel do ateliéru grafiky a jako diplomovou práci odevzdal soubor barevných leptů. Po absolvování školy nastoupil jako učitel kresby do Středního odborného učiliště polygrafického a setrval zde do roku 1987. Jako ilustrátor spolupracoval ve druhé polovině 70. let se Státním pedagogickým nakladatelstvím a nakl. Práce (1976-1980) a pracoval i jako restaurátor.
Samostatně vystavoval kresby a grafiku poprvé roku 1976 na radnici ve Vysokém Mýtu a poté až do konce normalizace pouze v malých nezávislých výstavních síních (MKS Dobříš, 1981, PNP, 1983, SZ Dačice, 1986, ÚKDŽ Praha, 1988, Galerie Opatov, 1988). V 80. letech byl účastníkem schůzek s Jindřichem Chalupeckým v ateliéru Petra Pavlíka a patří k zakladatelům Volného seskupení 12/15 Pozdě, ale přece.
Zúčastnil se generační skupinové výstavy Konfrontace II v MBÚ ČSAV roku 1978 a koncem 80. let Pražského salonu, první výstavy Volného seskupení 12/15 Pozdě, ale přece v zámecké jízdárně v Kolodějích roku 1988 i všech následujících výstav tohoto sdružení (1988-1996). Roku 1986 navštívil Španělsko.
Roku 1996 se stal řádným členem SVU Mánes. Po roce 2000 žije převážně v Jindřichově Hradci, kde se v letech 2003-2006 podílel na objevu a restaurování vzácných raně barokních fresek v bývalé jezuitské koleji. Jeho syn Jakub Švéda je rovněž malíř.

## Dílo
Tomáš Švéda pokračuje v linii moderního umění, která tematizuje barvu, plochu a pohyb. Od konkrétního směřuje k záznamu obecných principů, propojujících krajinu, člověka a kosmos. Základem Švédových obrazů je kresba, která dává pevný tvar a řád obrazovému prostoru. V přímé návaznosti na kresbu vznikaly i jeho obrazy a také objekty, které tvořil v letech 1991-1997.
Původně vyšel z figurace, podané v mírné expresivní nadsázce. Hlavním tématem obrazu se postupně stává perspektivní a geometrická kompozice prostoru a figura - chodec je redukována na znak určující měřítko. Jeho obrazy Chodec I a II (1980) jsou zřetelnými reminiscencemi na civilizační tvorbu Skupiny 42, zejména Noční chodce Františka Hudečka z období Protektorátu, ve které umělec shledal paralely k tíživé době normalizace.
Tomáše Švédu již během studia ovlivnila cesta do Norska a setkání s dílem Edvarda Muncha. Severská příroda a intenzita zvláštního severského světla se stala podstatným impulzem k jeho vlastní tvorbě. Do Švédova díla se promítlo i poznání senzuálně světelné malby Jana Vermeera a po návštěvě Španělska (1986) i malby El Greca a zejména Velásqueze.
V kresbách a obrazech postupně zaniká závislost na pevně definovaném hmotném tvaru a hlavní roli přebírá světlo ve formě stvořitelské energie, která se manifestuje barvou i nervní kresbou. Figura se proměňuje na ambivalentní a nejasně čitelný znak. Práce na papíře z poloviny 80. let ilustrují posun od racionální konstrukce plochy k intuitivně-emotivním stránkám malby. Obraz se stává abstraktním záznamem konkrétního vizuálního prožitku reality, s důrazem na koloristické hodnoty a světlo. Plasticko-prostorové cítění obrazu provází monumentalizace tématu.
Hlavním výrazovým prostředkem se stává barva. Převažuje modrá, která otevírá prostor, jímž přírodní stavy září v plné otevřenosti, doplněná kontrastní červenou. Expresivně dynamické linie, připomínající energetické výboje, respektují vertikální princip s pohybem směřujícím vzhůru. Ve Švédových obrazech nejde o světlo dopadající nebo vyzařované ale o manifestaci energetického stavu hmoty. Podle Ivana Neumanna "je modř Švédových obrazů barvou bezpečí naší atmosféry, která nás chrání před naprostou temnotou nelidské nekonečnosti vesmíru. Záření a světlo, které touto temnotou přichází, je stále významnějším konstitutivním prvkem jeho obrazu, je to světlo trvale přítomné bez odhalitelného zdroje, je samo o sobě stavem, v němž se může vynořovat skutečnost."
Po expresivně až gesticky pojatých kompozicích (Tam a zpátky, 1989) následují dynamicky zprohýbané, stlačované i vnitřně vypjaté svazky barevných linií, které vymezují fantaskní tvary a plochy, naplněné světelně-duchovní energií. Jsou výsledkem intuitivního propojování vnitřních pocitů s tušenými principy přirozeného světa
Švédovy objekty souvisejí se stejnojmennými kresbami a představují rozvinutí konkrétního tématu do prostoru, případně koncepty zamýšlených rozměrnějších realizací. Kromě společné formální ideje je spojuje i použití výtvarné techniky a materiál. Jsou kolorovány temperou a sestaveny z přírodních materiálů (dřevo, kameny), dynamických linií drátů a papírové hmoty.
Názvy Švédových obrazů odkazují k jeho zájmu o přírodu nebo reflektují existenciální situaci člověka. V tom se v některých bodech dotýkají tvorby jeho generačních vrstevníků, zejména Vladimíra Nováka, Petra Pavlíka a Jiřího Beránka. Zároveň je v jejich světelně vibrujícím průhledném tkanivu barevných linií obsažena prohloubená spiritualita a otevřenost duchovní komunikace. Pro pochopení jeho přístupu k umělecké tvorbě mohou posloužit opakující se témata jako Míjení, Návraty, vymezení prostoru (Nahoře a dole), času (Tam a zpátky) nebo potřeba nalezení pevných bodů (Blízko středu, Břeh). Švéda je hluboce zakotven v psychosféře své doby a příliš nepodléhá proměnám v čase.

### Zastoupení ve sbírkách
- Národní galerie v Praze
- Galerie umění Karlovy Vary
- Galerie středočeského kraje (GASK) Kutná Hora
- Krajská galerie výtvarného umění ve Zlíně
- Galerie Klatovy / Klenová
- Galerie Brno
- Soukromé sbírky doma i v zahraničí

### Výstavy

#### Autorské
- 1982 OKS Dobříš (s. B. Komínkem a F. Foltýnem)
- 1983 Tomáš Švéda: Kresba, grafika, ilustrace, Památník národního písemnictví, Praha
- 1986 Tomáš Švéda: Grafika, Zámek Dačice
- 1988 Tomáš Švéda: Obrazy - kresby, Ústřední kulturní dům železničářů, Praha
- 1988 Tomáš Švéda, Galerie Opatov, Praha
- 1989 Česká malba 80. let, GVU Karlovy Vary (s I. Ouhelem)
- 1990 Tomáš Švéda: Obrazy, kresby (1977 - 1983), Zámek Červená Lhota
- 1994 Tomáš Švéda: Kresby, Galerie Gema Art, Praha
- 1997 Tomáš Švéda, Hrad a zámek, Jindřichův Hradec
- 1997 Tomáš Švéda, Galerie Gema Art, Praha
- 2002 Tomáš Švéda: Blízkost středu, Fratres, Rakousko
- 2003 GUTs, Jindřichův Hradec, (s Jakubem Švédou)
- 2003 Tomáš Švéda: Kresby, KD Sřelnice, Vrchlabí
- 2004 Tomáš Švéda: Malba - kresba, Dům umění, Zlín
- 2005 Tomáš Švéda: Malba - kresba, Galerie Brno
- 2005 Tomáš Švéda: Obrazy, kresby, Galerie umění Karlovy Vary
- 2005 Tomáš Švéda: Tušené signály, kostel sv. Bartoloměje, Cheb (s Jakubem Švédou)
- 2006 Tomáš Švéda: V záři barev, Galerie Jiřího Jílka, Šumperk
- 2007 Tomáš Švéda: Práce na papíru a objekty, Zámek Zlín
- 2009 Tomáš Švéda: Nemožnost doteku, Galerie Zámecký mlýn, Jindřichův Hradec
- 2009/2010 Tomáš Švéda: Ohlédnutí, Galerie Woxart, Praha
- 2010 Tomáš Švéda: Míjení. Obrazy, kresby, Galerie Magna, Ostrava )
- 2017 Tomáš Švéda: Kresby / Drawings, Galerie Středočeského kraje (GASK), Kutná Hora
- 2022 Tomáš Švéda: Oči krajiny, Oblastní muzeum a galerie v Mostě[10]

#### Kolektivní (výběr)
- 1988 První výstava Volného seskupení 12/15 v Kolodějské jízdárně, Koloděje
- 1988 Jeden starší - jeden mladší. Obrazy, sochy, realizace, Praha
- 1990 Volné seskupení 12/15 Pozdě, ale přece: Kreslení, Praha
- 1991 Volné seskupení 12/15 Pozdě, ale přece: Český globus, Praha
- 1992 Volné seskupení 12/15 Pozdě, ale přece: Kresby, Žďár nad Sázavou
- 1994 Volné seskupení 12/15 Pozdě, ale přece: Menší formáty, Praha
- 1994 Volné seskupení 12/15 Pozdě, ale přece: U zdymadla, Praha
- 2018 Volné seskupení 12/15, pozdě, ale přece: Kresby, Vrchlabí
- 2018/2019 12/15 dnes, Galerie moderního umění Hradec Králové
- 2019 Volné seskupení 12/15 Pozdě, ale přece, Příbram

### Katalogy
- Tomáš Švéda: Kresba, grafika, ilustrace, text Jana Orlíková Brabcová, 20 s., PNP Praha
- Tomáš Švéda: Grafika, text Pavel Ondračka, 16 s., Zámek Dačice 1986
- Tomáš Švéda, text Pavel Ondračka, 2 s., KS Opatov 1988
- Tomáš Švéda: Obrazy - kresby, text Marcela Pánková, 20 s., ÚKDŽ Praha 1988
- Tomáš Švéda (Česká malba 80. a 90. let), text Marcela Pánková, 28 s., Galerie umění Karlovy Vary 1989, ISBN 80-85014-08-4
- Tomáš Švéda: Obrazy, kresby (1977 - 1983), text Pavel Ondračka, 2 s., Zámek Červená Lhota 1990
- Tomáš Švéda, text Ivan Neumann, nestránkováno (106 s.), nakl. Gema art, Praha 1997, ISBN 80-86087-00-X
- Tomáš Švéda: Malba - kresba, text Ivan Neumann, Ludvík Ševeček, Ilona Víchová, 102 s., Galerie Brno 2004, ISBN 80-85052-57-1
- Tomáš Švéda: V záři barev, text Miroslav Koval, 8 s., Galerie Jiřího Jílka, Šumperk 2006
- Tomáš Švéda: Práce na papíru a objekty / Objects and Work on Paper, text Ludvík Ševeček, 52 s., Krajská galerie výtvarného umění ve Zlíně 2007, ISBN 978-80-85052-69-5
- Tomáš Švéda: Nemožnost doteku, text Ludvík Ševeček, 51 s., Jindřichohradecká kulturní společnost 2009
- Tomáš Švéda: Kresby / Drawings (Práce na papíře ze sbírek GASK), text Adriena Primusová, 4 s., Galerie Středočeského kraje (GASK), Kutná Hora 2017

### Skupinové katalogy
- 12/15 Pozdě ale přece, kat. 40 s., vydal Odbor školství a kultury Praha 9 v roce 1988
- Tšekkiläistä nykytaidetta, 1991, Neumann I, Řehoř P, Helsingin kaupungin taidemuseo, Helsinky
- 12/15 Český globus, 1991, Neumann I, kat. 68 s., Ministerstvo kultury České republiky, Praha
- 12/15 Špét, ábr doch, text Ivan Neumann, České centrum Vídeň, Gema-art, Trans Media 1996, ISBN 80-901425-4-0